# Abukuma (Schiff, 1925)
Die Abukuma (japanisch 阿武隈) war ein Leichten Kreuzer der Nagara-Klasse der Kaiserlich Japanischen Marine, der zwischen 1925 und 1944 in Dienst stand. Im Zweiten Weltkrieg nahm sie am Angriff auf Pearl Harbor und an den Schlachten und Gefechten zunächst im Süd- und dann im Nordpazifik teil, bis sie in der Schlacht in der Surigao-Straße im Oktober 1944 von Bomben der US Air Force getroffen und vor der Küste der Philippinen versenkt wurde.

## Hintergrund
Nachdem die fünf Leichten Kreuzer der Kuma-Klasse fertiggestellt waren, wurde eine Klasse von drei weiteren Leichten Kreuzern von 5.500 t unter dem Acht-Acht-Flottenprogramm (Hachihachi Kantai) genehmigt und von der Kaiserlichen Marine 1920 in Auftrag gegeben. Weil es nur marginale Änderungen wegen Verbesserungen in der Torpedotechnologie gab, wurden diese drei Schiffe zunächst als „Modifizierte Kuma-Klasse“ oder „5.500-t-Klasse Typ II“ bezeichnet, bevor sie als eigene Klasse nach dem Typschiff Nagara benannt wurde. Drei weitere Schiffe wurden Ende 1920 genehmigt.

## Entwurf
Die Nagara-Klasse war im Wesentlichen mit der vorherigen Kuma-Klasse identisch, mit dem gleichen Rumpfdesign, den Maschinen und der Hauptbewaffnung bis auf den Einbau der neuen 61-cm-Typ-93-Langstreckentorpedos im Jahre 1941, die längere Torpedorohre benötigte. Ein wesentlicher Unterschied zur Kuma-Klasse bestand jedoch in der Silhouette in der Konfiguration der Kommandobrücke, die einen Flugzeughangar enthielt. Ursprünglich war über dem Geschützturm Nr. 2 eine 10 m lange Plattform montiert, die sich über den vorderen Aufbau unterhalb der Brücke erstreckte. Diese wurde später durch ein Flugzeugkatapult ersetzt. Diese Anordnung erwies sich allerdings als unhandlich, und das Katapult wurde während der Nachrüstungen in den Jahren 1929–1934 an das Heck jedes Schiffes der Klasse zwischen den Türmen Nr. 5 und Nr. 6 verlegt. Eigentlich sollten die Abukuma und der japanische Kreuzer Kinu Anfang 1941 die neuen Torpedorohre mit dem Kaliber von 61 cm erhalten, allerdings führten Lieferprobleme dazu, dass zwischen März und Mai 1941 nur die Abukuma anstelle der hinteren Doppellafetten neue Vierfachlafetten erhielt und ihre vorderen Doppellafetten ausgebaut wurden. Die Abukuma hatte sechzehn Torpedos vom Typ 93 an Bord, davon acht zum Nachladen.

## Name
Die Abukuma war das erste Kriegsschiff einer japanischen Marine, das diesen Namen trägt. Benannt nach dem gleichnamigen Fluss in der Region Tōhoku auf der Indel Honshū.

## Bau und Einsatz

### Vor dem Pazifikkrieg
Die Kiellegung der Abukuma war am 8. Dezember 1921, der Stapellauf erfolgte am 16. März 1923 und am 26. Mai 1925 wurde sie bei der Uraga-Werft fertiggestellt. Die Indienststellung verzögerte sich wegen des Großen Kantō-Erdbebens 1923 bis zum 16. Mai 1925. Am 20. Oktober 1930 rammte die Abukuma den Kreuzer Kitakami zwischen ihrem 2. und 3. Schornstein. Die Kollision verursachte nur leichte Schäden auf der Kitakami, während die Abukuma ihren Bug verlor und vom Schlachtschiff Mutsu nach Tateyama geschleppt werden musste. Von dort aus wurde sie von Schleppern zur Marinewerft Yokosuka geschleppt und erhielt am 22. November 1930 einen provisorischen Bug. Einen ganz neuen Bug mit einem etwas veränderten Design bekam sie in der Marinewerft Kure vom 1. April bis zum 30. Dezember 1931. Nach dem Mukden-Zwischenfall im Jahre 1932 war die Abukuma zum Wachdienst vor der Nordküste Chinas eingeteilt. Da sich die Situation mit China weiter verschlechterte, sicherte die Abukuma die japanischen Transporte während der Schlacht um Shanghai und patrouillierte danach 1938 vor der Küste Chinas und im Jangtsekiang. 1933 wurde ihre Flugabwehrbewaffnung modernisiert und im Jahre 1938 ihre Torpedobewaffnung.

### Während des Pazifikkrieges
Die Abukuma stach am 26. November 1941 der mit der 1. Luftflotte (Kidō Butai) unter Vizeadmiral Nagumo Chūichi von der Hitokappu-Bucht der Kurileninsel Etoforu in See. Sie diente als Flaggschiff des 1. Zerstörergeschwaders unter Konteradmiral Ōmori Sentarō, bestehend aus den Zerstörern Shiranui, Arare, Kagerō, Kasumi, Tanikaze, Hamakaze, Isokaze und Urakaze.

### Zentralpazifik
Das 1. Zerstörergeschwader diente als U-Jagd-Einheit für die sechs Flugzeugträger Akagi, Kaga, Sōryū, Hiryū, Shōkaku und Zuikaku, die zwei Schlachtschiffe Hiei und Kirishima und zwei Schwere Kreuzer, die Tone und die Chikuma, die zum Angriff auf den Flottenstützpunkt Pearl Harbor ausliefen. Nach dem Angriff kehrte die Abukuma immer noch als Geleit für die 1. Luftflotte nach Japan zurück, wo sie am 23. Dezember 1941 beim Ankerplatz bei den Hashirijima-Inseln ankam. Hashirijima liegt 30–40 km südlich der Marinewerft Kure. Kriegsschiffe der Kaiserlich Japanischen Marine, die keine Dockreparaturen benötigten, ankerten bei Hashirijima und der Ankerplatz wurde auch als Aufmarschgebiet vor dem Ablegen der Flotte genutzt.

### Südpazifik/Indischer Ozean
Im Januar 1942 eskortierte das 1. Zerstörergeschwader die japanische Invasionsflotte von seinem vorderen Stützpunkt bei Truk in den Karolinen aus zur Invasion von Rabaul, Neubritannien und Kavieng in Neuirland.
Anfang Februar wurde die Abukuma nach Palau beordert, von wo aus sie die 1. Luftflotte Force bei dem Luftangriff auf Darwin in Australien begleitete.
Von Ende Februar bis in den April hinein eskortierte das 1. Zerstörergeschwader die 1. Luftflotte bei Angriffen auf Java in Niederländisch-Indien und ab April beim Raid in den Indischen Ozean, bei der Colombo und Trincomalee in Ceylon aus der Luft angegriffen und die Schweren Kreuzer Cornwall und Dorsetshire, der alte Leichte Flugzeugträger Hermes und einige leichte Kampfschiffe der Royal Navy versenkt wurden. Die Flotte kehrte am 11. April 1942 nach Singapur zurück.

### Schlacht um die Aleuten
Im Mai 1942 wurde die Abukuma und die 1. Zerstörerflottille der Nordflotte unter Vizeadmiral Hosogaya Boshirō zugewiesen und geleitete die Leichten Flugzeugträger Ryūjō und Jun’yō, die die japanische Invasion auf Attu und Kiska in der Schlacht um die Aleuten unterstützten. Im Juni und Juli kehrte das 1. Zerstörergeschwader nach Japan zurück, um einen Verstärkungskonvoi zu den beiden eroberten Inseln der Aleuten zu eskortieren. Danach patrouillierte es zwischen den Aleuten und den Kurilen und eskortierte im Oktober, November und Dezember drei weitere Verstärkungs- und Versorgungskonvois zu den Aleuten.
Abukuma lief am 12. Dezember 1942 die Marinewerft Sasebo zu einer Überholung an. Während der Überholung wurden zwei Dreierlafetten der 2,-cm-Flak Typ 96 eingebaut und der 14-cm-Turm Nr. 5 und das 4-fach-13,2-mm-Maschinengewehr vor der Brücke wurden durch 13,2-mm-Zwillings-MG ersetzt. Nach dem Werftaufenthalt kehrte die Abukuma in die nördlichen Gewässer zurück, um im Januar, Februar und März 1943 die Versorgungsoperationen nach Attu und Kiska fortzusetzen.
Am 26. März 1943 begleitete die Abukuma mit der 5. Nordmeerflotte einen Versorgungskonvoi nach Attu, Als sie in der Nähe der Komandorski-Inseln waren, trafen sie auf einen leicht unterlegenen US-amerikanischen Verband und es entwickelte sich die Seeschlacht bei den Komandorski-Inseln. Während der Schlacht feuerte die Abukuma 95 Schuss ihrer 14-cm-Kanonen und lancierte vier Torpedos. Die Abukuma blieb unbeschädigt, aber der Schwere Kreuzer Nachi, das Flaggschiff von Vizeadmiral Hosogaya, erhielt einige schwere Treffer und Hosogaya brach das Gefecht und damit auch die Versorgungsfahrt für Attu ab, weil er den Angriff amerikanischer Bomber fürchtete. Vizeadmiral Hosogaya wurde deshalb wegen „Feigheit vor dem Feind“ abberufen.
Von April bis Mai 1943 wurde der Abukuma während einer Wartung ein Typ-21-Luftüberwachungsradar eingebaut. Danach nahm das 1. Zerstörergeschwader und damit auch die Abukuma an der Räumung Kiskas teil und verblieb auch in den Gewässern um Hokkaidō und den Kurilen.
Zwischen Oktober 1943 und Juni 1944 wurden noch weitere Umbauten bei der Abukuma vorgenommen. Der Turm Nr. 7 wurde entfernt und zwei 12,7-cm-Flugabwehrkanonen vom Typ 89 eingebaut, außerdem wurde noch eine Dreierlafette und vier Einzellafetten von 2,5-cm-Flugabwehrgeschützen eingebaut. Später wurde noch ein Typ-22-Oberflächenradar, zehn weitere einzelne 2,5-cm-Geschütze und fünf 13,2-mm-Maschinengewehre eingebaut. Nach Abschluss der Arbeiten am 13. Juli 1944 hatte die Abukuma dreißig 2,5-cm- und zehn 13-mm-Flugabwehrgeschütze.

### Schlacht in der Surigao-Straße
Abukuma blieb bis Mitte Oktober 1944 in japanischen Heimatgewässern, dann wurde sie mit dem 1. Zerstörergeschwader zum Einsatz gegen die US-Flotte nach Taiwan versetzt. Sie wurde von Mako auf den Pescadores nach Manila umgeleitet und der Südgruppe unter Vizeadmiral Nishimura, die von Süden in den Golf von Leyte einlaufen sollte, unterstellt. Die Abukuma wurde mit den Schweren Kreuzern Nachi, Ashigara und den Zerstörern Akebono, Ushio, Kasumi, Shiranui, Wakaba, Hatsushimo und Hatsuharu unter Vizeadmiral Shima Kiyohide dem Zweiten Verband der Kampfgruppe 'C' zugeteilt. Die Abukuma war das Flaggschiff des Zweiten Verbandes mit Vizeadmiral Kimura Masatomi an Bord.
Vom 15. bis 22. Oktober wurde dieser Verband von sechs verschiedenen US-amerikanischen U-Booten gesichtet. Nur eines konnte nahe genug herankommen, um Torpedos abzufeuern, aber alle vier waren Fehlschüsse. Die Flottille fuhr am 22. Oktober mit einer Geschwindigkeit von 19 kn im Zickzack durch die Luzonstraße. Alle sechs U-Boote meldeten Kurs, Position und Geschwindigkeit der Flottille an die amerikanischen Flotteneinheiten, die sich dem Gebiet näherten. Als sich der Verband der Straße von Surigao näherte, wurde er von Trägerflugzeugen der Franklin angegriffen, die den Zerstörer Wakaba versenken konnten. Noch vor Sonnenaufgang wurde der Verband von amerikanischen PT-Schnellbooten angegriffen. Ein auf einen Zerstörer gezielter Torpedo lief zu tief und traf die dahinter fahrende Abukuma um 03:25 Uhr in Höhe des ersten Kesselraums und tötete dabei 37 Mann der Besatzung. Die beschädigte Abukama fiel zurück, konnte nach einer Notreparatur um 04:45 Uhr mit 20 kn weiterfahren. Um 05:35 hatte sie den Verband eingeholt, allerdings ging ihr Bug tief und sie hatte mindestens 500 t Seewasser im Vorschiff. Admiral Kimura wechselte auf den Zerstörer Kasumi und um 08:30 Uhr wurde die Abukuma, geleitet vom Zerstörer Ushio, nach Dapitan City zur Reparatur geschickt.
Die Reparaturen wurden schnell ausgeführt und die Abukuma und die Ushio liefen am 26. Oktober nach Coron in der Provinz Palawan. Auf dem Weg dorthin wurde der kleine Verband mehrfach von B-24-Liberator-Bombern der 13. US-Luftflotte mit 225 kg Bomben angegriffen. Um 10:06 Uhr erlitt die Abukuma einen Volltreffer in der Nähe der 14-cm-Geschützlafette Nr. 3. Um 10:20 Uhr erzielten die Bomber der 33. Staffel achtern zwei direkte Treffer, die schwere Feuer auslösten. Die Leistung sank ab und die Ruderanlage fiel aus. Das Feuer breitete sich im hinteren Maschinenraum und in den Torpedoräumen aus. Um 10:37 Uhr explodierten vier der sauerstoffbetriebenen Langstreckentorpedos vom Typ 93. Vor Negros verließ die Besatzung zwischen 12:00 und 12:30 Uhr die Abukuma. Um 12:42 Uhr sank das Schiff über das Heck bei 9° 20′ N, 122° 32′ O mit 250 Mann der Besatzung. Die Ushio rettete ihren Kapitän und 283 Besatzungsmitglieder.
Die Abukuma wurde am 20. Dezember 1944 von der Schiffsliste gestrichen.